# Sia Figiel

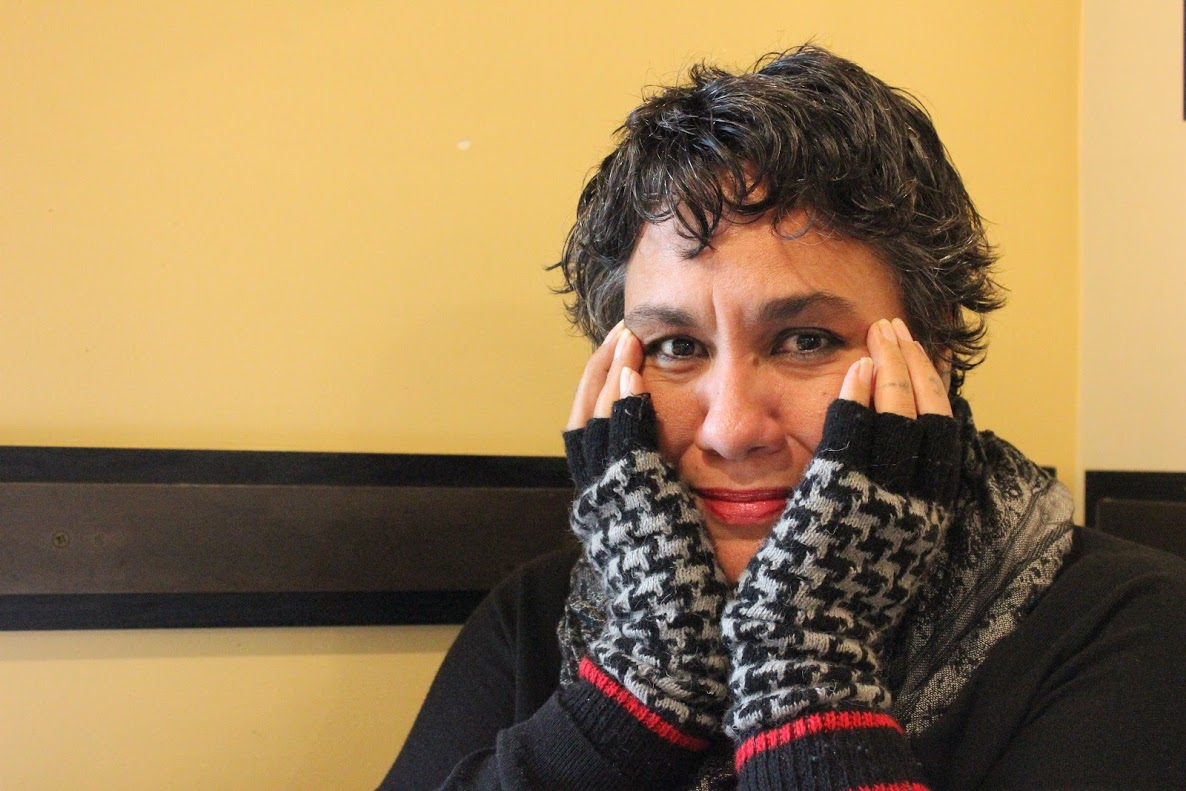
Sia Figiel, Selbstporträt

Sia Figiel (* 1967 in Matautu Tai, Samoa) ist eine samoanische Schriftstellerin, Lyrikerin und Performance-Künstlerin. Sie gilt eine der renommiertesten samoanischen Literaturschaffenden und als die erste Romanautorin ihres Landes. Darüber hinaus engagiert sie sich als Aktivistin gegen die Stigmatisierung von Diabetes in ihrer Heimat.

## Leben
Figiel wurde 1967 als Tochter einer samoanischen Mutter und eines polnisch-amerikanischen Vaters geboren. Ihr Bildungsweg schloss nach eigener Aussage christlich-religiöse Schulen und traditionelle samoanische Kulturaspekte wie Fagogo (Geschichtenerzählen) oder Faleaitu (spirituelles Theater) ein.
Sie absolvierte die Highschool im neuseeländischen Auckland, verließ ihr Land im Alter von 16 Jahren und erwarb am Whitworth-College in Spokane (Washington) in den Vereinigten Staaten ihren Bachelor-Abschluss in Geschichtswissenschaften. Nach ihrem Abschluss unterrichtete sie zunächst in Samoa, zog in den frühen 1990ern jedoch nach Deutschland, wo sie in Berlin lebte und Reisen durch West- und Osteuropa unternahm.
In Berlin besuchte sie Kurse für Kreatives Schreiben und traf bei einer Lesung auf Tony Morrison, die sie ihr zufolge zum Schreiben inspirierte. In der Folgezeit sammelte Figiel erste Erfahrungen als Performance-Poetin und als Autorin. Als sie 1994 in ihre Heimat zurückkehrte, gewann sie im selben Jahr die Polynesian Literary Competition.
1996 erschienen sowohl The Girl in the Moon Circle, eine Sammlung von Kurztexten, als auch ihr Debütroman Where we once belonged. Dieser wurde 1997 mit dem Commonwealth Writers’ Prize ausgezeichnet.
Figiel trug ihre Gedichte auf internationalen Festivals und Lesebühnen vor – etwa in Kolumbien, Fidschi, Deutschland, Neuseeland, Spanien oder den USA. Sie war Writer-in-Residence unter anderem an der University of Technology in Sydney, University of the South Pacific sowie an der University of Hawaiʻi (2002). Sie unterrichtete gelegentlich Englisch in der Mittelstufe an Schulen in Samoa und Amerikanisch-Samoa, wo sie in den 2000ern eine Zeitlang lebte.
Figiel ist alleinerziehende Mutter zweier Söhne. Wie viele Menschen in Samoa litt sie unter starker Adipositas, und 2003 wurde sie – ebenso wie ihre Eltern, die an den Komplikationen der Krankheit starben – mit Diabetes mellitus Typ 2 diagnostiziert, was in ihrer Heimat sowohl stark verbreitet wie auch stigmatisiert ist. Sie nahm die Erkrankung zunächst nicht ernst, stieg nach einigen Jahren auf Insulinmedikation um und änderte ihr Essverhalten nicht – was unter anderem auch mit der wichtigen Bedeutung von Essen in der samoanischen Kultur zu tun hat. Ihr achtjähriger Sohn verabreichte ihr in Notfällen regelmäßig die Injektionen, wenn sie selbst dazu nicht in der Lage war. 2012 zog sie mit ihrer Familie in die Vereinigten Staaten. Sie stellte die Ernährung um und verlor zunächst rund 35 Kilo an Körpergewicht. Als eine schwere Parodontitis diagnostiziert wurde, so dass alle ihre Zähne gezogen werden mussten, beschloss sie, diese Prozedur filmen (und auf YouTube hochladen) zu lassen und so insbesondere in ihrer Heimat zur Aufklärung über die Folgen von Diabetes beizutragen. Sie setzte ihre Gewichtsabnahme durch gesunde Ernährung und Sport fort und konnte so 2014 am Nautica Malibu Triathlon teilnehmen.

## Werk
In ihren Werken nutzt Figiel unter anderem die traditionelle samoanische Erzählform des su'ifefiloi. In der ursprünglichen Wortbedeutung bezeichnet su'ifefiloi eine spezielle Form des Zusammenwebens von Blüten und Zweigen zu einer Matte oder der typischen Blumenkette. Beim su'ifefiloi als Textform werden verschiedene, voneinander unabhängige Texte – etwa Lieder oder Gedichte – von den Erzählenden zu etwas Neuem zusammengefügt.
Figiels Hauptfigur Alofa (= Love, Liebe) Filiga, eine junge Frau, erscheint in den beiden ersten Werken, taucht aber auch in weiteren Arbeiten wieder auf.
In Figiels Texten sind thematische Einflüsse des samoanischen Dichters und Schriftstellers Albert Wendt unübersehbar. Wie Wendt behandelt sie in ihren Texten Kolonialismus, staatliche Unabhängigkeit und Migration und deren Einfluss auf die samoanische Kultur. Anders als bei Wendt liegt ihr Fokus jedoch auf der weiblichen Perspektive. Ihre Themen sind der westliche Mythos betreffend die Sexualität von Südseefrauen, Genderthemen sowie die westlichen Einfluss in Medien, Konsumkapitalismus und Ausbildung auf junge Frauen in Samoa. Diese Themen kamen vor Figiel in der Südseeliteratur praktisch nicht vor.
Da ihre Texte stark von der Wirkung im mündlichen Vortrag abhängen, gab sie gemeinsam mit Teresia Teaiwa 2000 eine Audio-CD unter dem Titel Terenesia. Amplified poetry and songs heraus. Das Gedicht Songs of the fat brown woman wurde 2003 in den Sammelband Best New Zealand Poems aufgenommen (weil ihre Bücher in Neuseeland erscheinen und es dort eine große Bevölkerungsgruppe von Menschen der Pazifischen Inseln gibt, wird Figiel zuweilen als neuseeländische Schriftstellerin wahrgenommen).
Figiels Werke erschienen jeweils in mehreren Auflagen und wurden in zahlreiche Sprachen übersetzt. 2016 erschien ihr bis dato jüngster Roman unter dem Titel Freelove der unter anderem Tabuthemen wie Inzest behandelt.

## Auszeichnungen
- 1994: Polynesian Literary Competition[8]
- 1997: Commonwealth Writers’ Prize (Bestes Debüt in der Region Asien/Pazifik) für Where we once belonged[3]

## Publikationen (Auswahl)
- Sia Figiel: The girl in the moon circle. Mana Publications, Suva, Fidschi 1996, OCLC 8085332066.
- Where we once belonged. (Roman). Kaya Press, New York 1999, ISBN 1-885030-27-4.
- mit Teresia Teaiwa: Terenesia. Amplified poetry and songs (Audio-CD, 2000)
- They who do not grieve. (Roman). Kaya, New York, N.Y. 2003, ISBN 1-885030-33-9.
- To a young artist in contemplation. (Gedichte und Kurzprosa). Pacific Writing Forum, University of the South Pacific, 2001, ISBN 982-366-005-0.
- Freelove. (Roman). Honolulu, Hawaiʻi 2016, ISBN 978-0-9822535-5-7.

### In deutscher Übersetzung
- Alofa. Unionsverlag, Zürich 1998, ISBN 3-293-00253-6 (englisch: Where we once belonged. Übersetzt von Alexandra Bröhm).